# Aristóbulo Mittelbach
Aristóbulo E. Mittelbach (1896- 1952) fue un militar y político argentino que desempeñó un papel importante en la Revolución del 43 (1943-1946) y en el posterior gobierno de Juan D. Perón. Teniendo grado de teniente coronel fue uno de los fundadores y líderes del Grupo de Oficiales Unidos (GOU). Fue elegido Gobernador de la Provincia de Santiago del Estero (1946-1948).

## Biografía
Egreso del Colegio Militar de la Nación en 1919, como Subteniente de caballería.
En 1943 fue uno de los fundadores del Grupo de Oficiales Unidos (GOU). Participó del golpe de Estado del 4 de junio de 1943 que derrocó al presidente Ramón Castillo y dio origen a la Revolución del 43. Fue nombrado entonces Jefe de la Primera Brigada de Infantería de la Ciudad de Buenos Aires.
En 1945 fue fugazmente Jefe de Policía de la Ciudad de Buenos Aires, pero le tocó actuar en esa función en los sucesos históricos de octubre. Entre otros actos fue quien debía ejecutar la orden de detención del Coronel Juan D. Perón. Este lo recuerda en sus memorias del siguiente modo:

El 12 de octubre a la mañana temprano,en una lancha particular, me trasladé a la isla mencionada y allí me instalé dispuesto a descansar unos días. Como no tenía nada de qué acusarme, le encargué a mi gran amigo, teniente coronel Mercante, que al día siguiente fuera al Ministerio de Guerra y le dijera al ministro que si me necesitaban estaba en la isla pronto a concurrir donde fuera. No deseaba, eso sí, que se supiera públicamente, porque anhelaba estar tranquilo. Esa misma noche, a la una de la madrugada, llegaba a la isla el coronel Aristóbulo Mittelbach, jefe de Policía, y en nombre del presidente me comunicaba que debía acompañarlo. Se trataba, según dijo, de trasladarme a un barco de guerra. Le dije al coronel Mittelbach que no esperaba ese agravio y que le rogaba dijera al presidente que no deseaba ser sacado de mi jurisdicción o, en caso que se me acusara de algún delito, como funcionario, prefería que se me trasladara a Villa Devoto. 
El jefe de Policía, visiblemente molesto y apenado me dijo: que no creía que se me detendría y prometió hablar con el presidente. Entre tanto yo permanecí en mi casa, a la espera de la resolución, mientras me vestía.

También le tocó conducir la policía en las grandes manifestaciones masivas de octubre, especialmente las realizadas el 12 de octubre en la Plaza San Martín y el 17 de octubre en Plaza de Mayo.
En 1946 fue elegido gobernador de la Provincia de Santiago del Estero como candidato del Partido Laborista, que sostenía en el orden nacional la candidatura de Juan D. Perón. Gobernó en medio de serios enfrentamientos internos con el bloque de diputados peronista proveniente del radicalismo antipersonalista siendo finalmente desplazado en 1948 por Carlos Juárez, quien controlaría el poder en la provincia durante las siguientes décadas.